# Nanocladius alternantherae
Nanocladius alternantherae is een muggensoort uit de familie van de dansmuggen (Chironomidae). De wetenschappelijke naam van de soort is voor het eerst geldig gepubliceerd in 1959 door Dendy and Sublette.